# پاک کیونگ-وون
پاک کیونگ-وون (انگلیسی: Pak Kyong-won؛ زادهٔ ۱۹ اوت ۱۹۴۶) بازیکن فوتبال اهل کره شمالی بود.
وی همچنین در تیم ملی فوتبال کره شمالی بازی کرده‌است.